# Командный чемпионат СССР по спидвею 1982

## Высшая Лига
| М | Команда                    | Матч | Очки |
| - | -------------------------- | ---- | ---- |
| 1 | «Башкирия», г. Уфа         | 12   | 21   |
| 2 | «Сибирь», г. Новосибирск   | 12   | 20   |
| 3 | «Нефтяник», г. Октябрьский | 12   | 11   |
| 4 | «Турбина», г. Балаково     | 12   | 10   |
| 5 | «Восток», г. Владивосток   | 12   | 8    |
| 6 | «Жигули», г. Тольятти      | 12   | 8    |
| 7 | «Баррикада», г. Ленинград  | 12   | 6    |
|   | «Локомотив», г. Даугавпилс |      | ИСК  |

## Первая лига

### Финал
| М | Команда                     | Матч | Очки |
| - | --------------------------- | ---- | ---- |
| 1 | «Тайфун», г. Элиста         | 2    | 4    |
| 2 | «Урал», г. Стерлитамак      | 2    | 2    |
| 3 | «Строитель», г. Червоноград | 2    | 0    |

### 1 зона
| М | Команда                     | Матч | Очки |
| - | --------------------------- | ---- | ---- |
| 1 | «Строитель», г. Червоноград | 8    | 12   |
| 2 | «Донбасс», г. Донецк        | 8    | 10   |
| 3 | «Сигнал», г. Ровно          | 8    | 7    |
| 4 | «Лтава», г. Полтава         | 8    | 6    |
| 5 | «Целиниекс», г. Рига        | 8    | 4    |

### 2 зона
| М | Команда                  | Матч | Очки |
| - | ------------------------ | ---- | ---- |
| 1 | «Тайфун», г. Элиста      | 10   | 18   |
| 2 | «Цементник», г. Черкесск | 10   | 14   |
| 3 | «Хазри», г. Баку         | 10   | 10   |
| 4 | «Луч», г. Фергана        | 10   | 10   |
| 5 | «Патриот», г. Шахты      | 10   | 6    |
| 6 | «Масис», г. Ереван       | 10   | 0    |

### 3 зона
| М | Команда                  | Матч | Очки |
| - | ------------------------ | ---- | ---- |
| 1 | «Урал», г. Стерлитамак   | 8    | 13   |
| 2 | «Кузбасс», г. Кемерово   | 8    | 12   |
| 3 | «Труд», г. Мелеуз        | 8    | 8    |
| 4 | «Салават», г. Салават    | 8    | 5    |
| 5 | «Вымпел», г. Владивосток | 8    | 2    |

## Медалисты
| «Башкирия», г. Уфа         | М.Старостин, Н.Корнев, О.Рахимов, Р.Саитгареев, Е.Токунов, И.Елеусизов, Г.Воробьев, О.Юдахин, В.Герасимов                               |
| «Сибирь», г. Новосибирск   | Ю.Павлюченко, В.Пазников, А.Максимов, В.Кузнецов, В.Клычков, А.Басманов, П.Беляев, С.Дюжев, С.Архангельский, В.Архангельский, В.Засорин |
| «Нефтяник», г. Октябрьский | З.Гафуров, Фл. Калимулин, А.Файзулин, Фар. Калимулин, Ю.Кустов, В.Гавриков, Ю.Ушанов, И.Зверев, И.Мухаметзянов, Р.Марданшин, С.Царев    |